# Marie Dressler

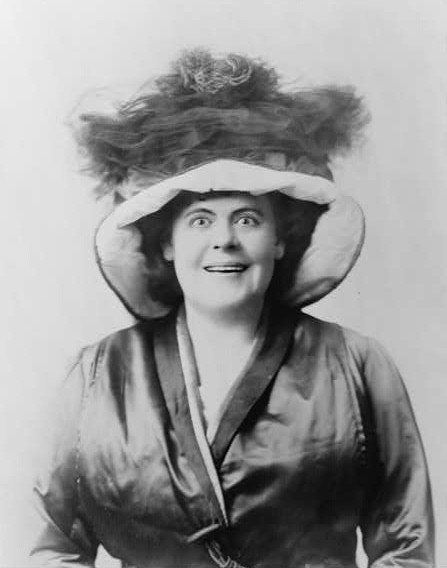
Marie Dressler, cirka 1909

Marie Dressler, ursprungligen Leila Marie Koerber, född 9 november 1868 i Cobourg, Ontario, död 28 juli 1934 i Santa Barbara, Kalifornien, var en kanadensiskfödd amerikansk skådespelerska.
Hennes far var musiklärare och hon blev medlem av en teaterensemble som 14-åring. Vid 20 års ålder var hon redan veteran i operetter. 1892 kom hon till Broadway och blev revystjärna.
Dressler filmdebuterade 1914 mot Charles Chaplin i Tillie's Punctured Romance. Hon var hjältinnan i en rad stumfilmer. I mitten av 1920-talet gick hennes karriär något tillbaka sedan hennes inblandning i en arbetskonflikt men 1927 gjorde hon comeback. 
Dressler var långt ifrån en skönhet, stor och grov med ett enormt midjemått - knappast urtypen för en filmstjärna.[källa behövs] Likväl var hon i början på 1930-talet USA:s populäraste kvinnliga skådespelare. Bland hennes mest minnesvärda roller märks den som den fula haggan i Anna Christie (1930) och hennes tragikomiska roll i Kärlekens ögon samma år, för vilken hon belönades med en Oscar.

## Filmografi (i urval)

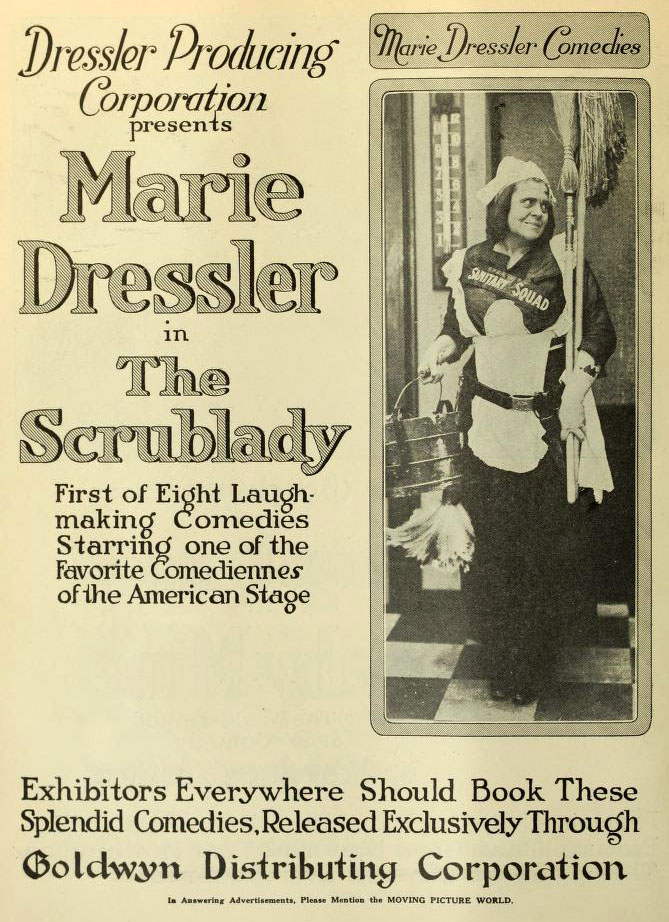
The Scrublady (1917)

- 1914 – Chaplins dollarbrud (Tillie's Punctured Romance)
- The Agonies of Agnes (1918)
- The Red Cross Nurse (1918)
- Hollywood-revyn 1930 (1929)
- Lady Hamiltons kärlekssaga (1929)
- Anna Christie (1930)
- Kärlekens ögon (1930)
- Emma (1932)
- Tugboat Annie (1933)
- Middag kl. 8 (1933)